# Vit eksäckmal
Vit eksäckmal (Coleophora kuehnella) är en fjärilsart som först beskrevs av Johann August Ephraim Goeze 1783.  Vit eksäckmal ingår i släktet Coleophora, och familjen säckmalar. Enligt den finländska rödlistan är arten sårbar i Finland. Arten är reproducerande i Sverige. Artens livsmiljö är friska och torra lundar.

## Bildgalleri

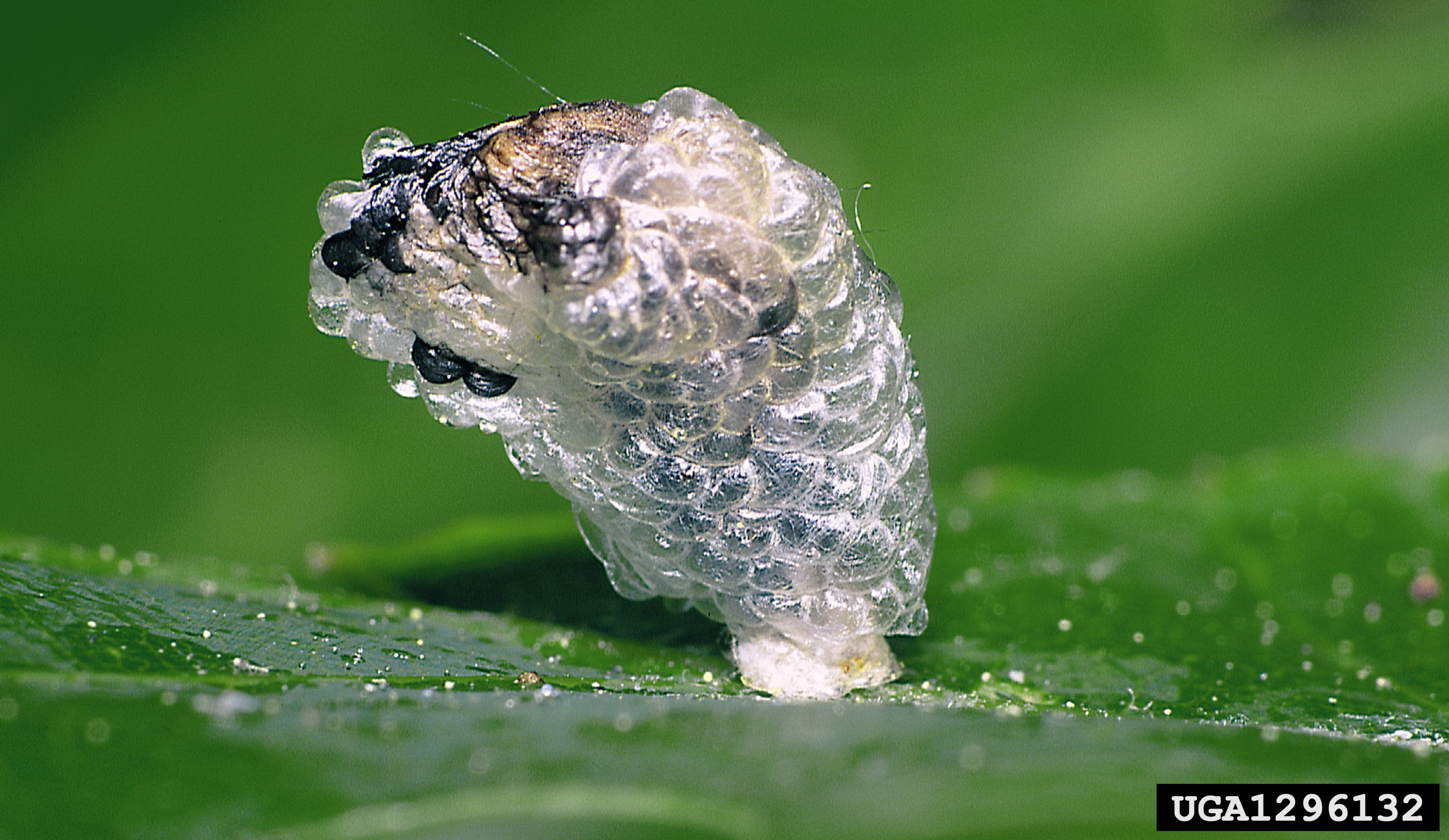